# Glindenberg
Glindenberg – dzielnica miasta Wolmirstedt w Niemczech, w kraju związkowym Saksonia-Anhalt, w powiecie Börde.
Do 30 czerwca 2009 Glindenberg było samodzielną gminą. Do 1 lipca 2007 gmina należała do powiatu Ohre, we wspólnocie administracyjnej Elbe-Heide.

## Geografia
Dzielnica Glindenberg leży ok. 12 km na północ od Magdeburga, nad rzeką Łabą.